# Licia Toriser
Licia Toriser (Venezia, 20 agosto 1945) è un'ex cestista italiana.

## Biografia

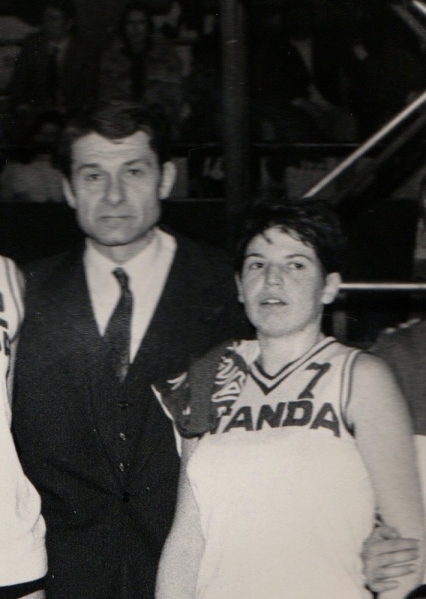
Licia Toriser con Romano Forastieri

Cresciuta nelle giovanili della Reyer Venezia Mestre Femminile, disputa i primi anni della sua carriera con la prima squadra in Serie B. Notata dal commissario tecnico Giancarlo Primo viene convocata nel 1962 in Nazionale, dove disputerà 135 incontri, vestendo la maglia di capitano dopo il ritiro di Nidia Pausich.
Si trasferisce a Treviso, che disputa il campionato di A1, dove ottiene il record di massimo punteggio in una partita, 59, mantenuto fino al 1976, quando verrà superato da Cristina Tonelli. Dopo la chiusura della squadra veneta, l'ossatura della stessa viene ingaggiata dalla Standa Milano, allenata da Romano Forastieri, che diverrà in seguito suo marito. Dopo tre anni è sulla sponda GEAS di Sesto San Giovanni, dove ottiene i maggiori risultati sportivi, conquistando tre scudetti.